# Erich Kirchler
Erich Kirchler (* 4. November 1954 in Sand in Taufers) ist ein italienisch-österreichischer Psychologe. Er ist Professor für Wirtschaftspsychologie an der Universität Wien. Seine Forschungsaktivitäten betreffen verschiedene Fragestellungen der Arbeits-, Organisations-, Markt-, Konsum- und ökonomischen Psychologie. Der Fokus liegt vor allem in der Steuerpsychologie und auf dem Geldmanagement in privaten Haushalten (Kauf und Kredit). Seine Beiträge zum Steuerverhalten in Österreich und Europa und zur Steuermoral sind sowohl theoretisch als auch praktisch relevant und werden in der internationalen Forschungsgemeinschaft und in der Steuerverwaltung verschiedener Länder rezipiert.

## Leben
Kirchler begann ein Studium der Architektur an der Technischen Universität in Wien und 1974 das Studium der Psychologie und Humanbiologie an der Universität Wien. Seine Dissertation verfasste er zum Thema Veränderung eines Begriffsraumes durch Lernprozesse – Ein Beitrag zur kognitiven Dynamik. Unmittelbar nach dem Studienabschluss 1979 war er als Universitätsassistent an der Johannes Kepler Universität in Linz am Institut für Pädagogik und Psychologie tätig. Während dieser Zeit arbeitete er unter der Leitung von Hermann Brandstätter an seiner Habilitation. Im Jahr 1989 erhielt er die Venia Legendi für die gesamte Psychologie. Es folgte eine Anstellung als Assistenzprofessor am selben Ort. Seit Oktober 1992 ist er an der Universität Wien als Universitätsprofessor für Angewandte Psychologie, speziell Wirtschaftspsychologie, tätig. Seit Einrichtung des Doctoral Program in International Business Taxation (DIBT) an der Wirtschaftsuniversität Wien ist er dort Gastprofessor.
Seit 1992 übernahm er unterschiedliche Funktionen, erst am Institut für Psychologie, dann an der Fakultät für Psychologie. Unter anderem war er Abteilungsleiter der Arbeitsgruppe Angewandte und Klinische Psychologie, (stellvertretender) Vorstand des Instituts für Psychologie, Vizedekan der Fakultät für Psychologie und stellvertretender Vorstand des Instituts für Angewandte Psychologie: Arbeit, Bildung, Wirtschaft. Aktuell ist er Vorstand des Instituts für Angewandte Psychologie: Arbeit, Bildung, Wirtschaft. Während der Zeit in Wien erhielt er zwei Rufe als Ordinarius an die Universität zu Köln und die Universität Erlangen-Nürnberg. Als Gastprofessor und Gastvortragender lehrte er auch an anderen Universitäten im Ausland. Seit 2010 ist er Gastprofessor an der Wirtschaftsuniversität Wien und seit 2020 Senior Fellow am IHS-Institut für Höhere Studien, Wien.
Er war viele Jahre als Referent für Sozialwissenschaften im Österreichischen Fonds zur Förderung der wissenschaftlichen Forschung (FWF) tätig. Zudem war er Mitglied des österreichischen PR-Ethik-Rates und Präsident der International Association for Research in Economic Psychology (IAREP), der Österreichischen Gesellschaft für Psychologie (ÖGPs) und der Division 9 (Economic Psychology) der International Association of Applied Psychology (IAAP). 2022-2023-2024-2025 wurde er von Research.com in der Liste Economics an > #536 weltweit und an #2 in Österreich gereiht und von Highly Ranked Scholar – Lifetime #21 (Tax) gelistet.

## Herausgeberschaft
Kirchler war von 2010 bis 2015 gemeinsam mit Erik Hölzl (Universität zu Köln) Herausgeber des Journal of Economic Psychology. Er ist Mitherausgeber der International Taxation Research Paper Series und Mitglied von Editorial Boards und Redaktionsbeiräten verschiedener Fachzeitschriften. Zusammen mit Felix Brodbeck und Ralph Woschée, war er Herausgeber der praxisorientierten und wissenschaftlich fundierten Buchreihe „Die Wirtschaftspsychologie“ (gegründet 2014), eine an Studierende, Praktiker und Hochschullehrende gerichtete evidenzbasierte Übersicht über praktisch relevante wissenschaftliche Erkenntnisse der psychologischen Teildisziplinen der Arbeits-, Organisations- und Personalpsychologie.

## Preise und Auszeichnungen
- 2006: Hochschulmanagement-Preis der Donau-Universität Krems,[6][7] zusammen mit Christiane Spiel, Alfred Schabmann und Christian Böck.
- 2018: Wahl zum „Fellow“ der International Association of Applied Psychology
- 2022, 2023, 2024, 2025: Research.com-Ranking „economics and finance“ an 2. Stelle in Österreich und 536. Stelle weltweit.[8][9]
- 2024: Verleihung „Honorary Member“ seitens der International Association for Research in Economic Psychology

## Werke (Auswahl)
- Arbeitslosigkeit und Alltagsbefinden. Trauner, Linz 1984, ISBN 3-85320-323-X.
- Kaufentscheidungen im privaten Haushalt. Hogrefe Verlag, Göttingen 1989, ISBN 3-8017-0348-7.
- Resigniert erstarren oder erfolgreich sein Schicksal schmieden? Determinanten der Wiederbeschäftigung von Arbeitslosen. In: Österreichisches Institut für Arbeitsmarktpolitik (Hrsg.): Arbeitsmarktpolitik. Linz 1991.
- Arbeitslosigkeit. Psychologische Skizzen über ein anhaltendes Problem. Hogrefe Verlag, Göttingen 1993, ISBN 3-8017-0628-1.
- E. Kirchler, C. Rodler, E. Hölzl, K. Meier: Liebe, Geld und Alltag. Entscheidungen in engen Beziehungen. Hogrefe Verlag, Göttingen 2000, ISBN 3-8017-1359-8.
- E. Kirchler, C. Rodler: Motivation in Organisationen. In: Arbeits- und Organisationspsychologie. Wien 2002, ISBN 3-85114-625-5.
- C. Rodler, E. Kirchler: Führung in Organisationen. In: Arbeits- und Organisationspsychologie. Wien 2002, ISBN 3-85114-626-3.
- E. Kirchler, E. Hölzl: Arbeitsgestaltung in Organisationen. In: Arbeits- und Organisationspsychologie. Wien 2002, ISBN 3-85114-627-1.
- E. Kirchler, A. Schrott: Entscheidungen in Organisationen. In: Arbeits- und Organisationspsychologie. Wien 2002, ISBN 3-85114-629-8.
- E. Kirchler, K. Meier-Pesti, E. Hofmann: Menschenbilder in Organisationen. In: Arbeits- und Organisationspsychologie. Wien 2004, ISBN 3-85114-628-X.
- The Economic Psychology of Tax Behaviour. Cambridge University Press, Cambridge 2007, ISBN 978-0-521-87674-2.
- E. Kirchler, C. Walenta: Motivation. UTB, Wien 2010, ISBN 978-3-8252-3378-5.
- C. Walenta, E. Kirchler: Führung. UTB, Wien 2010, ISBN 978-3-7089-0641-6.
- Wirtschaftspsychologie: Individuen, Gruppen, Märkte, Staat. 4. Auflage. Hogrefe, Göttingen 2011, ISBN 978-3-8017-2362-0.
- E. Kirchler, E. Hoelzl: Economic Psychology: An Introduction. Cambridge University Press, Cambridge 2018, ISBN 978-1-107-04050-2.
- E. Kirchler, J. Pitters, B. Kastlunger: Psychologie in Zeiten der Krise: Eine wirtschaftspsychologische Analyse der Coronavirus-Pandemie. Springer, Heidelberg 2020, ISBN 978-3-658-31270-1.
- E. Kirchler, J. Pitters, B. Kastlunger: Psychology in times of crisis.: An economic psychological analysis of the coronavirus pandemic. Springer, Heidelberg 2022, ISBN 978-3-658-38548-4.